# Maria Carmela Ascione
Maria Carmela Giuseppa Ascione, in religione Maria Luisa di Gesù (Barra, 28 febbraio 1799 – Napoli, 10 gennaio 1875), è stata una religiosa e mistica italiana, fondatrice della congregazione delle Suore di Maria Santissima Addolorata.
Portò avanti un'attività da esegeta per la maggior parte della sua vita, commentando i libri della Bibbia, e scrisse testi di devozione e di meditazione. I suoi scritti, in parte tradotti in francese, sono conservati nell'archivio e nella biblioteca dell'istituto da lei fondato nel 1840.

## Biografia
Maria Carmela Giuseppa Ascione nacque a Barra il 28 febbraio 1799 e ricevette il battesimo nello stesso giorno. Primogenita di dieci figli, la sua famiglia era legata al Terzo Ordine Domenicano, al quale apparteneva la prozia Rosa Seta, sorella della nonna paterna Maria Giuseppa. Suo zio paterno Gaetano fu un parroco e venne introdotta alla fede cattolica dal padre medico, Giuseppe, che in gioventù venne educato nel convento di San Domenico Maggiore. Sua madre si chiamava Fortunata Carrese.
Manifestò sin dall'infanzia la sua devozione verso Maria Addolorata, per la quale a 13 anni riunì in preghiera un gruppo di ragazze. Entrata in contatto con i serviti, a 17 anni entrò come conversa nel convento delle benedettine a Donnaromita, ma dovette andar via dopo sei mesi per motivi legati alla salute. Tornata a casa, tentò di diventare terziaria, ma una normativa del 1616 riemersa da Luigi Ruffo Scilla imponeva alle aspiranti bizzoche di ricevere la vestizione formale dal quarantesimo anno di età. Allora, ad appena vent'anni, fece il suo ingresso come oblata nel ritiro dell'Olivella, ottenendo il velo dopo sette mesi di noviziato con il nome Maria Luisa di Gesù.
Dopo sei mesi dovette andare via per malattia e vi tornò come superiora nel 1825, ma il suo periodo di governo non fu semplice. Oltre alle oblate, alle educandate e alle pernottanti, il ritiro ospitava anche una scuola a pagamento, istituita dalla stessa Maria Luisa. La gestione del complesso era difficile e mancavano le risorse per mantenere almeno le congregate, al punto che finì per chiedere in prestito dieci ducati a sua madre. Nel 1832 ebbe inizio il suo rapporto con santa Filomena, di cui fece da intermediaria per la "gente che veniva a pregarla" fino al 1835.
Nello stesso anno incontrò Luigi Navarro, che sarà il suo direttore spirituale, e cominciò l'attività esegetica scrivendo le sue prime "illustrazioni", almeno 45, cioè commenti di altrettanti libri tra l'Antico e il Nuovo Testamento. In un'epoca di analfabetismo diffuso, si dedicò alla stesura di altri testi, come riflessioni morali e un minimo di 1500 lettere. Nonostante ciò, nei suoi scritti erano presenti "più errori d'ortografia che parole". Lei stessa si rammaricò per essersi dedicata alla lettura e alla scrittura da autodidatta, senza seguire le lezioni di un maestro privato che il padre assunse per lei.
Il 30 agosto 1839 lasciò l'Olivella per motivi di salute e un benefattore le offrì in dono un'abitazione a Santa Lucia. L'8 maggio 1840 creò l'Istituto delle Serve di Maria Santissima Addolorata e di Santa Filomena presso via Forno Vecchio alla Solitaria. Ne scrisse la Regola qualche anno prima, ispirandosi alla suddetta santa, e lo fondò con lo scopo di accogliere e di educare le ragazze povere e abbandonate. L'11 maggio 1851 inaugurò un secondo istituto, intitolato alla Vergine Stella Mattutina, con l'aiuto di Navarro e di Zenaide Wolkonsky, principessa russa attratta dalle sue capacità mistiche e profetiche.
Nel 1863 Alberto Radente divenne il suo direttore spirituale e nel 1867 la fece iscrivere al Terzo Ordine Domenicano con il nome di suor Maria Maddalena. Il 26 luglio 1870, quando già era nota per i suoi scritti e le sue opere di carità, ricevette in visita a Napoli Annibale Maria Di Francia, che aveva saputo di lei attraverso il francescano Pietro di Portosalvo. Tra i due iniziò un rapporto epistolare che sarebbe durato fino alla morte di Maria Luisa, divenuta per il chierico una vera e propria guida spirituale.
L'ultima lettera da lei firmata risale al 21 dicembre 1874 e in questi anni Annibale iniziò a diffondere, a Napoli e a Messina, il culto di Maria con il titolo di Stella Mattutina, alla quale la Ascione, che incise in modo significativo sulla formazione spirituale di Annibale, era devota. Morì all'età di 75 anni il 10 gennaio 1875 e venne tumulata nel cimitero di Santa Maria del Pianto. Nel 1909 fu aperto il processo per la sua beatificazione e il 22 aprile 1947 la salma venne traslata nella chiesa di Stella Mattutina.